# Juno Awards 2006
I Juno Awards 2006 (35ª edizione) si sono tenuti a Saskatoon i giorni 1 e 2 aprile 2006.
In quell'occasione Chris Martin dei Coldplay introduce Bryan Adams nella Canadian Music Hall of Fame.

## Categorie
Lista parziale (sono incluse le categorie più importanti). In grassetto sono indicati i vincitori.

### Artista dell'anno
- Michael Bublé
- Boom Desjardins
- Rex Goudie
- Diana Krall
- Kalan Porter

### Gruppo dell'anno
- Nickelback
- Barenaked Ladies
- Blue Rodeo
- Our Lady Peace
- Theory of a Deadman

### Artista rivelazione dell'anno
- Daniel Powter
- Divine Brown
- Jonas
- Skye Sweetnam
- Martha Wainwright

### Gruppo rivelazione dell'anno
- Bedouin Soundclash
- Boys Night Out
- Hedley
- Pocket Dwellers
- Silverstein

### Fan Choice Award
- Simple Plan
- Céline Dion
- Diana Krall
- Michael Bublé
- Nickelback

### Album dell'anno
- 'Michael Bublé - It's Time
- Nickelback - All the Right Reasons
- Diana Krall - Christmas Songs
- Kalan Porter - 219 Days
- Rex Goudie - Under the Lights

### Album di musica alternative dell'anno
- Broken Social Scene - Broken Social Scene
- Hot Hot Heat - Elevator
- Metric - Live It Out
- Tegan and Sara - So Jealous
- The New Pornographers - Twin Cinema

### Album pop dell'anno
- Michael Bublé - It's Time
- Boom Desjardins - Boom Desjardins
- Jann Arden - Jann Arden
- Theresa Sokyrka - These Old Charms
- Kalan Porter - 219 Days

### Album rock dell'anno
- Nickelback - All the Right Reasons
- Theory of a Deadman - Gasoline
- Our Lady Peace - Healthy in Paranoid Times
- Hedley - Hedley
- Jonas - Jonas

### Album gospel dell'anno
- Amanda Falk - Amanda Falk
- Thousand Foot Krutch - The Art of Breaking
- Patricia Shirley - In This Time
- Janelle - Livin' for Something
- Relient K - Mmhmm

### Singolo dell'anno
- Michael Bublé - Home
- Bedouin Soundclash - When the Night Feels My Song
- Feist - Inside and Out
- k-os - Man I Used to Be
- Nickelback - Photograph